# Gondomar (Portogallo)
Gondomar (gõdu'maɾ) è un comune portoghese di 164 096 abitanti situato nel distretto di Porto.

## Storia
Diversi reperti rivelano insediamenti umani fin dalla preistoria. L'esplorazione delle miniere d'oro nelle regioni vicine e la posizione strategica del "Castrum" provano la permanenza dei Romani in queste terre. Tra le altre versioni, il nome di "Gondomar" è attribuito al re visigoto Gundemaro o "Gundemarus" (più precisamente il suo genitivo, 'Gundemari'), comprendente le parole gotiche "gunthi" (lotta) e "marhs" (cavallo), che nel 610 avrebbe rilasciato dei privilegi. 
Il primo documento ufficiale in cui Gondomar riceve alcuni privilegi risale al 1193 dal re Sancho I. La seconda carta del "Comune di Gondomar" viene concessa durante il regno di Manuel I nel 1514. Nel corso degli anni, vari cambiamenti nello status e nella delimitazione di alcune località hanno cambiato la forma della contea.
Nel 1991 Gondomar riceve la qualifica di città.

## Società

### Evoluzione demografica
| Popolazione di Gondomar (1801 – 2004) | Popolazione di Gondomar (1801 – 2004) | Popolazione di Gondomar (1801 – 2004) | Popolazione di Gondomar (1801 – 2004) | Popolazione di Gondomar (1801 – 2004) | Popolazione di Gondomar (1801 – 2004) | Popolazione di Gondomar (1801 – 2004) | Popolazione di Gondomar (1801 – 2004) | Popolazione di Gondomar (1801 – 2004) |
| ------------------------------------- | ------------------------------------- | ------------------------------------- | ------------------------------------- | ------------------------------------- | ------------------------------------- | ------------------------------------- | ------------------------------------- | ------------------------------------- |
| 1801                                  | 1849                                  | 1900                                  | 1930                                  | 1960                                  | 1981                                  | 1991                                  | 2001                                  | 2004                                  |
| 7220                                  | 19103                                 | 32428                                 | 49758                                 | 84599                                 | 130751                                | 143178                                | 164096                                | 169239                                |

## Suddivisioni amministrative
Dal 2013 il concelho (o município, nel senso di circoscrizione territoriale-amministrativa) di Gondomar è suddiviso in 7 freguesias principali (letteralmente, parrocchie).

### Freguesias
1. Fânzeres: Fânzeres, São Pedro da Cova
2. Foz do Sousa: Foz do Sousa, Gondomar
3. Gondomar (São Cosme):  Gondomar (São Cosme), Valbom, Jovim
4. Melres: Melres, Medas
5. Baguim do Monte (è contemporaneamente freguesia di Rio Tinto)
6. Lomba
7. Rio Tinto